# Parantipathes wolffi
Parantipathes wolffi är en korallart som beskrevs av Fedor Aleksandrovich Pasternak 1977. Parantipathes wolffi ingår i släktet Parantipathes och familjen Schizopathidae. Inga underarter finns listade i Catalogue of Life.